# Laurent Schaumann
Laurent Schaumann foi um ourives ativo em Estrasburgo no início do século XVII.

## Biografia
A Laurent Schaumann foi-lhe atribuído o estatuto de mestre em Estrasburgo em 1623.
A sua biografia não é muito conhecida, mas sabemos que residia numa casa no número 10 da rue du Sanglier (Estrasburgo) na década de 1630.
Dois outros ourives com o mesmo sobrenome atuavam em Estrasburgo, Bernhard (mestre em 1670) e Johann Heinrich (mestre em 1707), mas não existe documentação que defina laços familiares entre eles.

## Obra de arte
A sua obra mais famosa é um nautilus montado num cálice que está preservado no Musée de l'Œuvre Notre-Dame, Estrasburgo. O nautilus — faz parte dos objetos raros e exóticos  de facil montagem em luxuosas peças de ourivesaria, com a sua forma natural caracterizada pelas formas enroladas e volutas.

O nautilus foi assente num cálice por Laurent Schaumann por volta de 1627 sobre um pé curvado em forma de sino entre duas fileiras de relevos muito salientes. A haste é formada por um antigo guerreiro com um escudo de prata, mas a sua lança foi perdida. O nautilus repousa sobre um pé de prata que se molda à sua forma. Uma estatueta de uma mulher nua segurando uma cortina encima a relíquia.

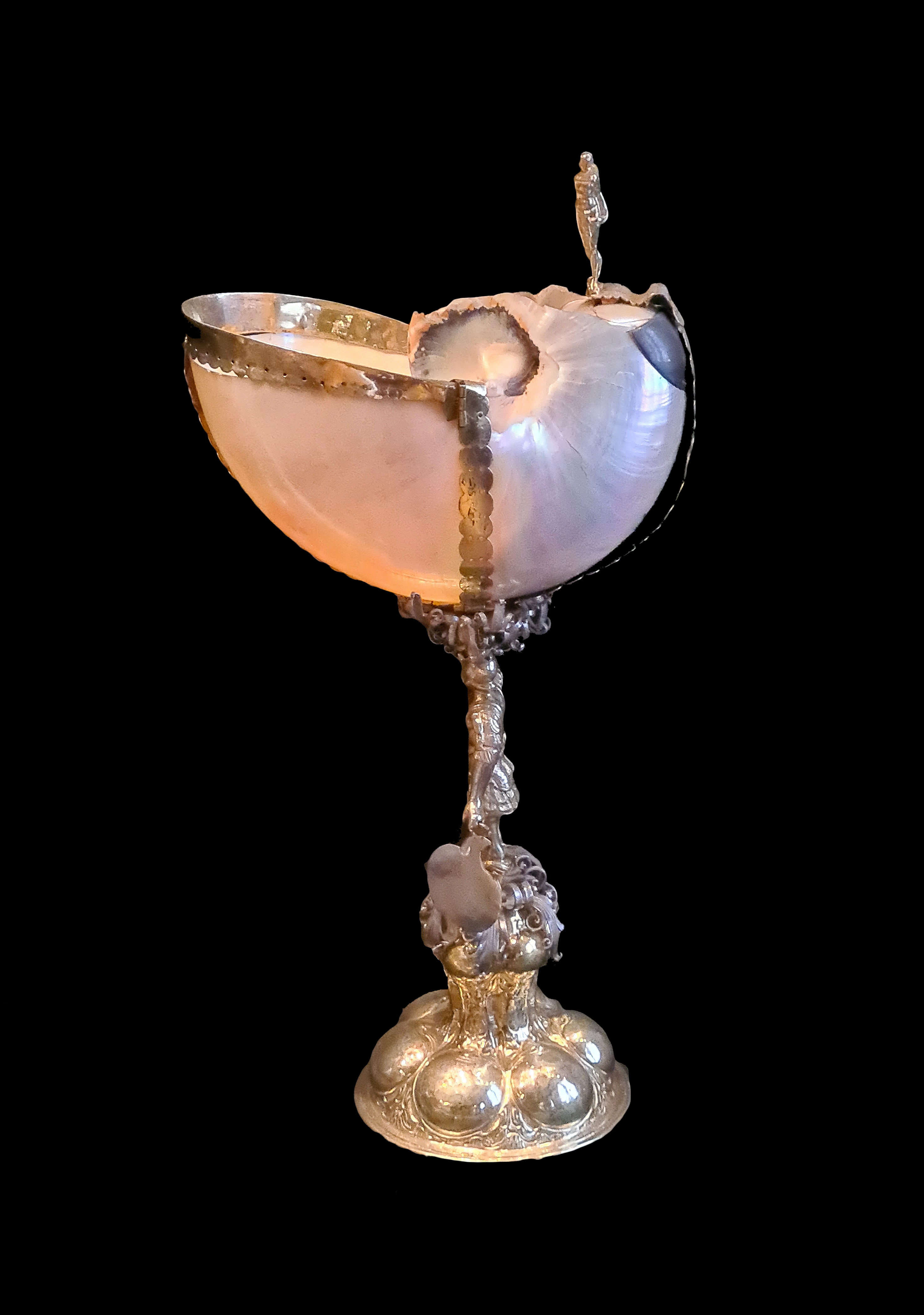
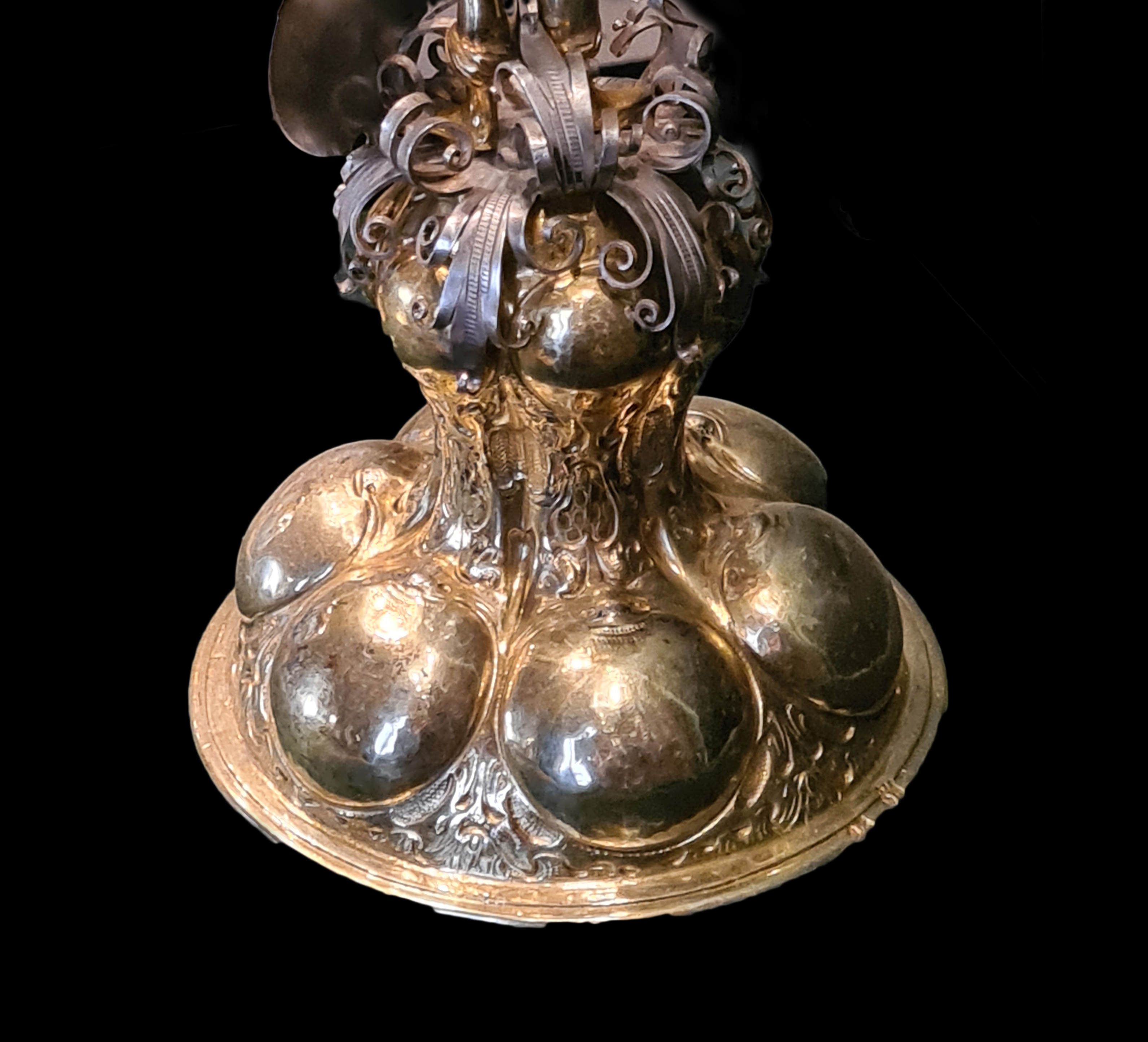
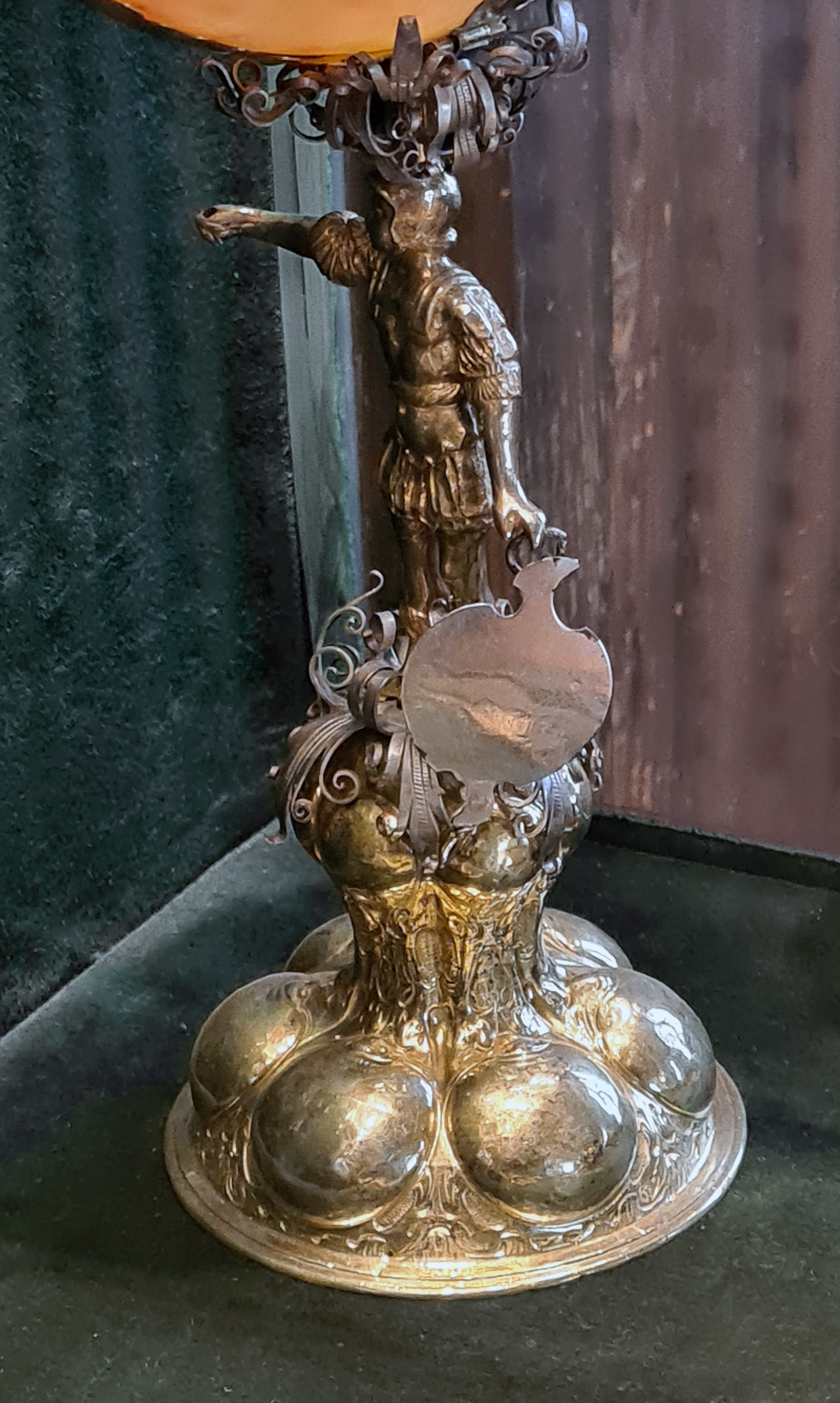
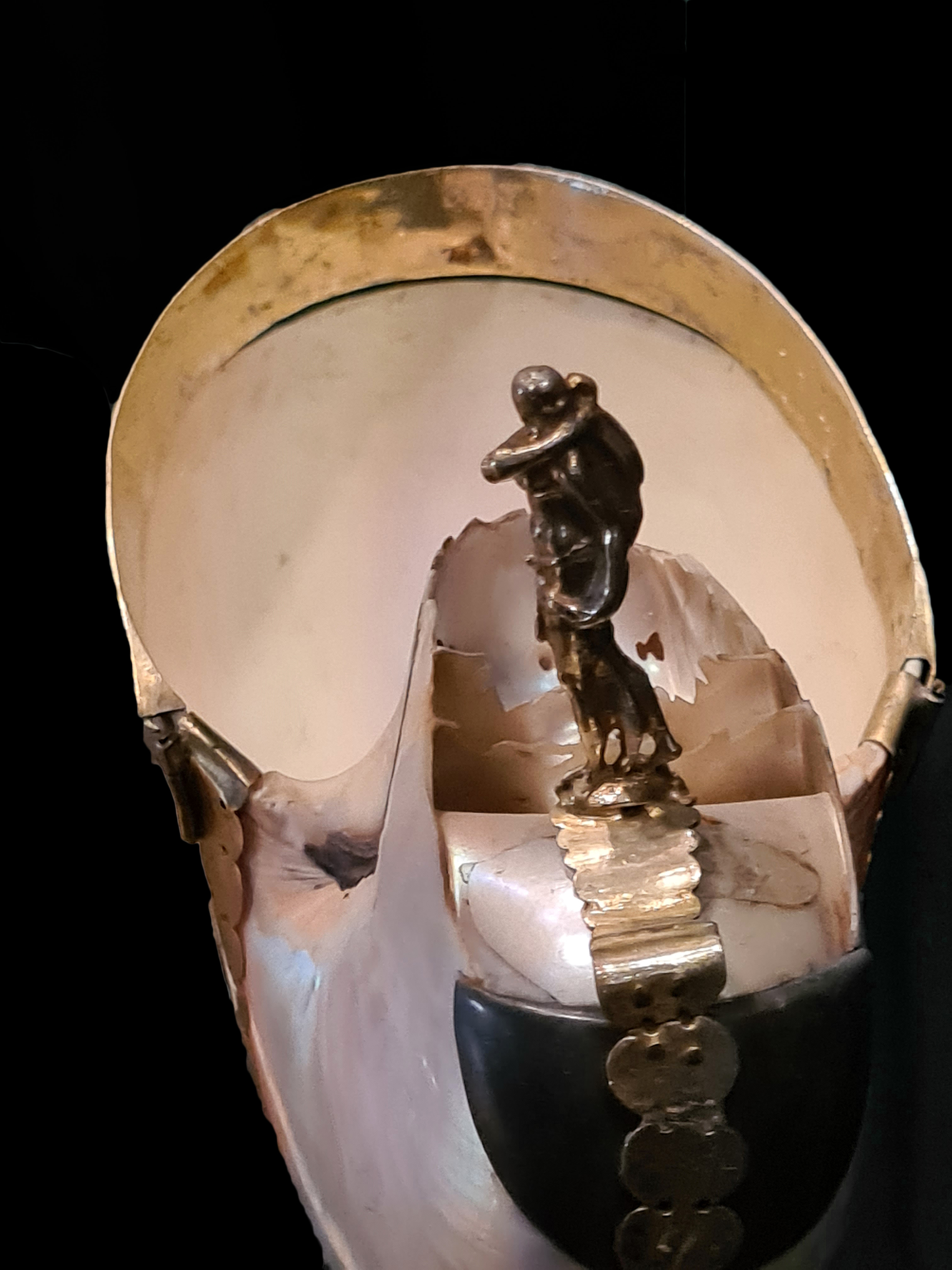
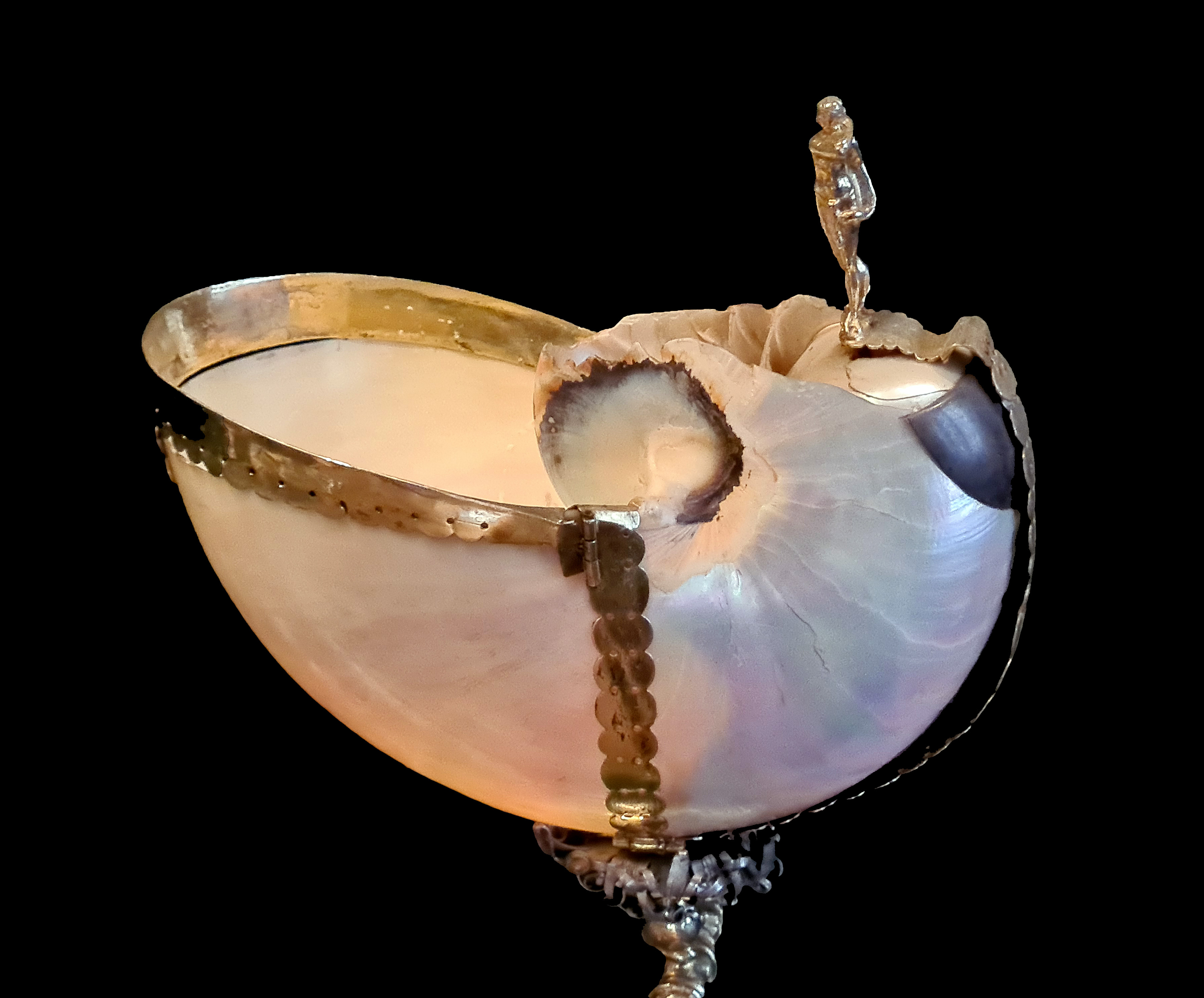

A peça possui a marca do mestre e a marca de 13 flores-de-lis.